# Temporada 1964-65 de Los Angeles Lakers
La temporada 1964-65 fue la 17.ª de los Lakers en la NBA, y la 5.ª en su ubicación en Los Ángeles, California. La temporada regular acabaron con 49 victorias y 31 derrotas, ocupando el primer puesto de la División Oeste y clasificándose para los playoffs, en los que cayeron en las Finales derrotados por los Boston Celtics.

## Elecciones en elDraft
| Ronda | Puesto | Jugador      | Posición | Nacionalidad   | Universidad |
| ----- | ------ | ------------ | -------- | -------------- | ----------- |
| 1     | T      | Walt Hazzard | Base     | Estados Unidos | UCLA        |
| 2     | 12     | Cotton Nash  | Alero    | Estados Unidos | Kentucky    |
| 3     | 21     | Tom Dose     |          | Estados Unidos | Stanford    |
| 4     | 30     | Hank Finkel  | Pívot    | Estados Unidos | Dayton      |
| 5     | 39     | John Savage  |          | Estados Unidos | North Texas |

## Temporada regular
| División Oeste         | División Oeste | División Oeste | División Oeste | División Oeste | División Oeste | División Oeste | División Oeste | División Oeste |
| Equipo                 | G              | P              | %              | PD             | Casa           | Fuera          | Neutral        | Div            |
| ---------------------- | -------------- | -------------- | -------------- | -------------- | -------------- | -------------- | -------------- | -------------- |
| x-Los Angeles Lakers   | 49             | 31             | .613           | –              | 25–13          | 21–16          | 3–2            | 25–15          |
| x-St. Louis Hawks      | 45             | 35             | .563           | 4              | 26–4           | 15–17          | 4–4            | 28–12          |
| x-Baltimore Bullets    | 37             | 43             | .463           | 12             | 23–14          | 12–19          | 2–10           | 22–18          |
| Detroit Pistons        | 31             | 49             | .388           | 18             | 13–17          | 11–20          | 7–12           | 18–22          |
| San Francisco Warriors | 17             | 63             | .213           | 32             | 10–26          | 5–31           | 2–6            | 7–33           |

## Playoffs

### Finales de División
Los Angeles Lakers - Baltimore Bullets
| Fecha       | Partido                                       | Ciudad      |
| ----------- | --------------------------------------------- | ----------- |
| 3 de abril  | Los Angeles Lakers 121, Baltimore Bullets 115 | Los Ángeles |
| 5 de abril  | Los Angeles Lakers 118, Baltimore Bullets 115 | Los Ángeles |
| 7 de abril  | Baltimore Bullets 122, Los Angeles Lakers 115 | Baltimore   |
| 9 de abril  | Baltimore Bullets 114, Los Angeles Lakers 112 | Baltimore   |
| 11 de abril | Los Angeles Lakers 120, Baltimore Bullets 112 | Los Ángeles |
| 13 de abril | Baltimore Bullets 115, Los Angeles Lakers 117 | Baltimore   |
|             | Los Angeles gana las series 4-2               |             |

### Finales de la NBA
Boston Celtics - Los Angeles Lakers
| Fecha       | Partido                                    | Ciudad      |
| ----------- | ------------------------------------------ | ----------- |
| 18 de abril | Boston Celtics 142, Los Angeles Lakers 110 | Boston      |
| 19 de abril | Boston Celtics 129, Los Angeles Lakers 123 | Boston      |
| 21 de abril | Los Angeles Lakers 126, Boston Celtics 105 | Los Ángeles |
| 23 de abril | Los Angeles Lakers 99, Boston Celtics 112  | Los Ángeles |
| 25 de abril | Boston Celtics 129, Los Angeles Lakers 96  | Boston      |
|             | Boston gana las finales 4-1                |             |

## Estadísticas
| Rk | Jugador        | Edad | P  | PT | MP   | TC   | TCI  | %TC  | TL  | TLI  | %TL   | RB   | AS  | FP  | PTS  |
| 1  | Jerry West     | 26   | 74 |    | 41.4 | 11.1 | 22.4 | .497 | 8.8 | 10.7 | .821  | 6.0  | 4.9 | 3.0 | 31.0 |
| 2  | Elgin Baylor   | 30   | 74 |    | 41.3 | 10.3 | 25.7 | .401 | 6.5 | 8.2  | .792  | 12.8 | 3.8 | 3.2 | 27.1 |
| 3  | Rudy LaRusso   | 27   | 77 |    | 33.6 | 4.9  | 10.7 | .461 | 4.2 | 5.4  | .773  | 9.4  | 2.6 | 3.4 | 14.1 |
| 4  | Dick Barnett   | 28   | 74 |    | 27.4 | 5.1  | 12.3 | .413 | 3.6 | 4.6  | .799  | 2.7  | 2.1 | 2.8 | 13.8 |
| 5  | Leroy Ellis    | 24   | 80 |    | 25.3 | 3.9  | 8.8  | .444 | 2.5 | 3.6  | .697  | 8.2  | 0.6 | 2.5 | 10.3 |
| 6  | Gene Wiley     | 27   | 80 |    | 25.0 | 2.2  | 4.7  | .465 | 0.7 | 1.4  | .505  | 8.6  | 1.3 | 2.9 | 5.1  |
| 7  | Jim King       | 23   | 77 |    | 21.7 | 2.4  | 6.1  | .392 | 1.5 | 2.0  | .781  | 2.8  | 2.3 | 2.5 | 6.3  |
| 8  | Darrall Imhoff | 26   | 76 |    | 20.0 | 1.9  | 4.1  | .466 | 1.2 | 2.0  | .571  | 6.6  | 1.1 | 3.1 | 5.0  |
| 9  | Walt Hazzard   | 22   | 66 |    | 13.9 | 1.8  | 4.6  | .382 | 0.7 | 1.1  | .648  | 1.7  | 2.1 | 2.0 | 4.2  |
| 10 | Cotton Nash    | 22   | 25 |    | 6.7  | 0.6  | 2.3  | .246 | 1.0 | 1.3  | .781  | 1.4  | 0.4 | 1.2 | 2.1  |
| 11 | Don Nelson     | 24   | 39 |    | 6.1  | 0.9  | 2.2  | .424 | 0.5 | 0.7  | .769  | 1.9  | 0.6 | 1.0 | 2.4  |
| 12 | Bill McGill    | 25   | 8  |    | 4.6  | 0.9  | 2.5  | .350 | 0.1 | 0.1  | 1.000 | 1.5  | 0.4 | 0.8 | 1.9  |
| 13 | Jerry Grote    | 24   | 11 |    | 3.0  | 0.5  | 1.0  | .545 | 0.2 | 0.2  | 1.000 | 0.4  | 0.4 | 0.5 | 1.3  |

## Galardones y récords
| Jugador      | Galardón                          |
| Elgin Baylor | Mejor quinteto de la NBA All-Star |
| Jerry West   | Mejor quinteto de la NBA All-Star |